# الدوري الإسكتلندي الدرجة الرابعة 1986–87
الدوري الإسكتلندي الدرجة الرابعة 1986–87 هو موسم من الدوري الإسكتلندي الدرجة الرابعة ‏. فاز فيه إنفيرنس ثيسل ‏.